# That '80s Show
Production
Diffusion
That '80s Show est une série télévisée américaine en treize épisodes de 22 minutes, créée par Mark Brazill, Bonnie Turner et Terry Turner et diffusée entre le 23 janvier et le 29 mai 2002 sur le réseau Fox. Il s'agit d'une série dérivée de That '70s Show. Les séries n'ont cependant aucun lien direct. Alors que la première se situait dans le Wisconsin des années 1970, ce spin-off suit la vie d'un groupe d'adolescents musiciens à San Diego durant les années 1980.
En France, la série a été diffusée à partir du 1er octobre 2002 sur Jimmy. Elle reste inédite dans les autres pays francophones.

## Synopsis
1984. Corey Howard, âgé d'une vingtaine d'années, vit à San Diego avec son père R. T. et sa sœur Katie. Il travaille chez un magasin de disques, Permanent Records, tenu par Margaret, une ancienne hippie. Il est souvent entouré de son meilleur ami Roger et de son ex-petite-amie Sophia. Sa vie bascule quand une nouvelle collègue est engagée. Il s'agit de la rebelle June Tuesday, habillée de cuir, des jeans troués et avec une coiffure punk,,.

## Distribution

### Acteurs principaux
- Glenn Howerton : Corey Howard
- Chyler Leigh : June Tuesday
- Tinsley Grimes (en) (VF : Noémie Orphelin) : Katie Howard
- Eddie Shin (en) (VF : Jérôme Berthoud) : Roger
- Brittany Daniel : Sophia
- Geoffrey Pierson : R. T. Howard
- Margaret Smith (en) : Margaret

### Acteurs récurrents
- Josh Braaten (en) : Owen
- Joe Liss : Hoover
- Jay Huguley (en) : le gérant du bar
- Tammy Lynn Michaels : Patty
- Brian Palermo (en) : Kenmore

 Source et légende : version française (VF) sur RS Doublage

## Épisodes
1. La Nouvelle (Pilot)
2. La Saint-Valentin (Valentine's Day)
3. Tuesday et sa voiture (Tuesday Comes Over)
4. Le Remix (Corey's Remix)
5. Feu mon ami (My Dear Friend)
6. Sous le soleil du Mexique (Spring Break '84)
7. L'Anniversaire de Katie (Katie's Birthday)
8. Après le baiser (After the Kiss)
9. L'Amie de Tuesday (Double Date)
10. Le Club Punk (Punk Club)
11. Sur la route (Road Trip)
12. Opération plage propre (Beach Party)
13. Confidences pour confidences (Sophia's Depressed)

## Commentaires
La série est un spin-off de That '70s Show, gros succès de la Fox, mais ne connaît pas le même succès et s'arrête ainsi au bout de treize épisodes. Elle reprend les ingrédients de sa grande sœur, la vie quotidienne d'un groupe d'amis, l'action se situe désormais à San Diego dans les années 1980.
La chanson du générique est composée par le groupe anglais Killing Joke.